# El Salvadors riksvapen
El Salvadors riksvapen är vapnet för republiken El Salvador.

## Utseende och betydelse
Eftersom den är en nationell symbol, godkänns och beskrivs den i Ley de Símbolos Patrios  som anger de element som bildar den och dess position i det nationella vapnet.
I triangeln visas symboler för jämlikhet och frihet. Man ser en regnbåge, en frygisk mössa som förbinds med friheten, och fem vulkaner mellan två hav - Atlanten och Stilla havet. Datum för oberoendet anges också: den 15 september 1821. På ett baner syns texten "Dios Union Libertad" som betyder ungefär "Guds Unions Frihet". Omkring vapnet syns texten "Republica de el Salvador en la America Central" som betyder ungefär "Republiken El Salvador i Centralamerika".